# Odolena Voda
Odolena Voda är en stad i Tjeckien.   Den ligger i regionen Mellersta Böhmen, i den centrala delen av landet, 16 km norr om huvudstaden Prag. Odolena Voda ligger 247 meter över havet och antalet invånare är 4 451.
Terrängen runt Odolena Voda är platt. Runt Odolena Voda är det mycket tätbefolkat, med 1 754 invånare per kvadratkilometer. Närmaste större samhälle är Prag, 16,2 km söder om Odolena Voda. Trakten runt Odolena Voda består till största delen av jordbruksmark.